# Джангчуб Дордже
Дванадесетият Кармапа Джангчуб Дордже (1703 – 1732) в съгласие с предсказаното от своя предшественик се ражда в областта Деге в източнотибетската провинция Кхам недалеч от реката Яндзъ в семейството на търговец на керамика произхождащ от рода на крал Трисонг Децен. Още преди раждането му семейството е предупредено от тертона Минджур Дордже, ученик на Единадесетия Кармапа да очаква благоприятно събитие. Момчето само нарича себе си Кармапа и бива разпознато и интронизирано. Негови учители са Минджур Дордже, Осмият Шамар Ринпоче Палчен Чьокий Дьондруб, Ситу Чьокий Джунгне, Цуклак Тенпе Ниндже и Ниенпа Тулку. В своята практика Дванадесетият Кармапа поставя ударение върху Калачакра Тантра. Джангчуб Дордже също така обменя приемствености с тертона Каток Цеванг Норбу от Каток Нингма. Както всички Кармапи Джангчуб Дордже интензивно пътува през цял Тибет и достига до китайския императорски двор, посещава също и Кушинагара в Индия, мястото където умира историческия Буда Шакямуни.
Времето на Дванадесетия Кармапа е белязано с размирици, от Монголия нахлуват войници в централен Тибет, разрушават манастири на линията Нингма и убиват някои от високо реализираните им майстори на медитацията.
Според съвренениците си призован за помощ Джангчуб Дордже успява да потуши грипна епидемия с мощната си йогийска сила. Подобно на предшественика му обаче неговият собствен живот е твърде кратък и умира на двадесет и девет години от едра шарка, като успява да изпрати писмо с указания за откриване на следващото си прераждане на Ситу Ринпоче. Негови основни ученици са Ситу Чьокий Джунгне, Паво Цуклак Дондруб, както и неговото прераждане Друкчен Кагю Тинле Жингта.